# Legion (Film)
Legion ist ein US-amerikanischer apokalyptischer Fantasythriller des Regisseurs Scott Charles Stewart aus dem Jahr 2010. Das Drehbuch schrieb Stewart zusammen mit Peter Schink.

## Handlung
An einem 23. Dezember erscheint der Erzengel Michael mitten in Los Angeles. Er schneidet sich seine Flügel ab, plündert ein Waffenlager und stiehlt einen Polizeiwagen. Dann macht er sich auf den Weg zum Paradise Falls, einem Schnellimbiss mit Tankstelle und Werkstatt am Rand der Mojave-Wüste.
Das Paradise Falls gehört Bob Hanson, der dort zusammen mit seinem Sohn Jeep lebt und es zusammen mit dem Koch Percy und der schwangeren Bedienung Charlie betreibt. Jeep ist in Charlie verliebt, den Vater ihres Babys kennt man nicht. Jeep fühlt sich für Charlie verantwortlich und hat immer wieder Albträume, in denen sie vorkommt.
Ein Mann namens Kyle macht im Schnellimbiss halt und trifft dort auf das Ehepaar Howard und Sandra Anderson sowie deren Tochter Audrey. Als der Fernseher, das Radio und das Telefon ausfallen, machen sich die Personen im Schnellimbiss langsam Sorgen. Da betritt eine alte Frau das Lokal, die nach einem kurzen Gespräch plötzlich Howard anfällt, ihm ein Stück Fleisch aus dem Hals beißt und anschließend kopfüber die Decke entlang krabbelt, woraufhin Kyle sie mit seiner Pistole erschießt. Der Versuch, Howard ins nächste Krankenhaus zu fahren, scheitert, da nun von zwei Richtungen gewaltige Fliegenschwärme auf sie zufliegen, die von Weitem noch wie Sturmwolken ausgesehen haben. Die Menschen im Lokal müssen feststellen, dass sie von der Außenwelt isoliert sind.
Inzwischen ist Michael im Paradise Falls eingetroffen und erklärt die Situation: Da Gott genug hat vom schlechten Verhalten der Menschen, will er seine Engel als Armee der Zerstörung auf die Erde schicken und den Untergang der Menschheit einläuten. Vorher soll Charlies ungeborenes Baby getötet werden, da es der Erlöser der Menschheit werden soll. Gott hatte ursprünglich Michael beauftragt, das Baby zu töten, der jedoch im Gegensatz zu Gott den Glauben an die Menschheit noch nicht verloren hat und sich daher dem Auftrag widersetzt.
In der folgenden Nacht kommen am Lokal Hunderte Fahrzeuge an, deren Insassen von Engeln besessen sind. Sie versuchen, das Gebäude zu stürmen, um an das Baby zu gelangen. In einer wilden Schießerei kann der erste Ansturm abgewehrt werden, doch beim nächsten Angriff ergreift ein Engel Besitz vom Körper eines Kindes. Bei dem Versuch, das vermeintlich harmlose Kind zu retten, wird Kyle von ihm getötet.
Derweil kommt Charlies Kind zur Welt. Michael erklärt Jeep, dass er in ihm den wahren Beschützer des Kindes sieht, und beschwört ihn, dass das Kind unter allen Umständen überleben muss. Kurz darauf kündigen Trompeten das Erscheinen des Erzengels Gabriel an, der Gottes Befehl, das Kind zu töten, nicht in Frage stellt und stattdessen Michael der Gehorsamsverweigerung beschuldigt. Er tötet Michael und die übrig gebliebenen Menschen, nur Jeep, Charlie und Audrey können mit dem Kind in einem Auto fliehen. Doch Gabriel holt sie ein, und nach einem Handgemenge im Auto überschlägt sich das Fahrzeug, wobei Audrey getötet wird. Jeep und Charlie flüchten auf einen Hügel, wo Gabriel sie stellt und die Herausgabe des Kindes fordert. Er kann nicht verstehen, dass Jeep immer noch weiterkämpfen will, wo doch alle Hoffnung verloren scheint. Im letzten Moment kommt der als Sterblicher getötete Michael, nun wieder als Engel, zurück und stellt sich zwischen die Überlebenden und Gabriel. Gabriel ist verwirrt und begreift nicht, warum Gott Michael offensichtlich seine Gehorsamsverweigerung verziehen hat. Michael erklärt, dass Gabriel zwar Gott das gegeben habe, was dieser wolle, aber er, Michael, habe ihm das gegeben, was Gott brauche. Gott sei enttäuscht von Gabriel, da er seinen ungerechten Befehl blind ausgeführt habe, ohne ihn zu hinterfragen. Nach einem kurzen Gefecht hat Michael die Gelegenheit, Gabriel zu töten, doch er zeigt Gnade und lässt von ihm ab.
Schließlich fahren Jeep und Charlie mit dem Baby in einem Auto davon, den Laderaum voller Waffen.

## Hintergrund
- Die Dreharbeiten begannen am 11. August 2008 und endeten am 12. Februar 2009. Gedreht wurde in New Mexico.
- Kinostart in den USA war am 22. Januar 2010. In Deutschland erschien der Film am 18. März 2010, der Start in Österreich war am 30. April 2010.
- Die Produktionskosten wurden auf 26 Millionen US-Dollar geschätzt. Der Film spielte in den Kinos weltweit rund 68 Millionen US-Dollar ein, davon rund 40 Millionen US-Dollar in den USA und rund 0,3 Millionen US-Dollar in Deutschland.[1]

## Kritik

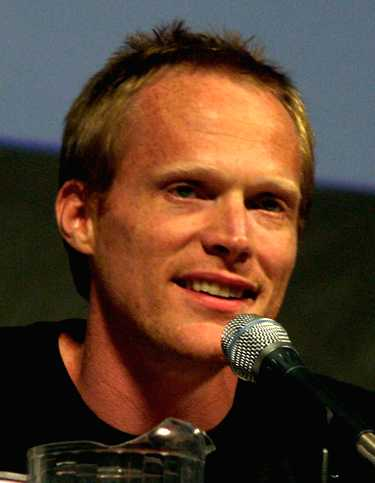
Paul Bettany spielt in der Hauptrolle Michael

Der Film erhielt überwiegend negative Kritiken, wobei jedoch einige Aspekte, vor allem die Leistung der Darsteller, positiv hervorgehoben wurden. So meinte Joe Leydon vom Branchenblatt Variety, „selbst wenn sich der Blut-und-Donner-Unsinn innerhalb einer übertriebenen Handlung auf einer gefährlichen Gratwanderung am Rande der Absurdität bewegt, bieten die bewundernswert geradlinigen Darstellungen der Hauptdarsteller genügend Gegengewicht und schaffen Neugierde und Sympathie“. Die Einschätzung von Frank Scheck vom Hollywood Reporter war ebenfalls gemischt: „Die Handlung des Films ist ernsthaft dumm, aber Regisseur Scott Stewart beweist ausreichend Stil, indem er die Vorgänge tatsächlich unterhaltsam gestaltet.“ Scheck lobte überdies die Darsteller, namentlich Paul Bettany, dem er eine beeindruckende Präsenz bescheinigte. Mike Hale von der New York Times war erleichtert, dass die Action im Film erst gar nicht in die Gänge komme, da eine kurze Szene im Himmel wie eine College-Shakespeare-Aufführung wirke. Auch er lobte jedoch die Besetzung, die leider durch bleierne Dialoge und geringe Erzählkunst gebremst würden.
Einige christliche Kritiker in den USA vertraten die Meinung, Legion sei blasphemisch und vermittle eine antichristliche Botschaft, indem Gott und Engel verfälscht dargestellt würden. Die deutsche Kritik äußerte sich ähnlich wie die US-amerikanische, etwa der film-dienst: „Trashiger Fantasy-Thriller mit biblischen Versatzstücken, der außer beachtlichen Visual Effects wenig zu bieten hat und sich in ziellosem Rumgeballere verliert.“

## Weitere Adaptionen
Von 2014 bis 2015 erschien auf dem US-amerikanischen TV-Sender Syfy die Serie Dominion, die den Film als Vorlage hat, aber eine andere Zeitlinie verfolgt und 25 Jahre nach der Apokalypse spielt.